# Character sheet

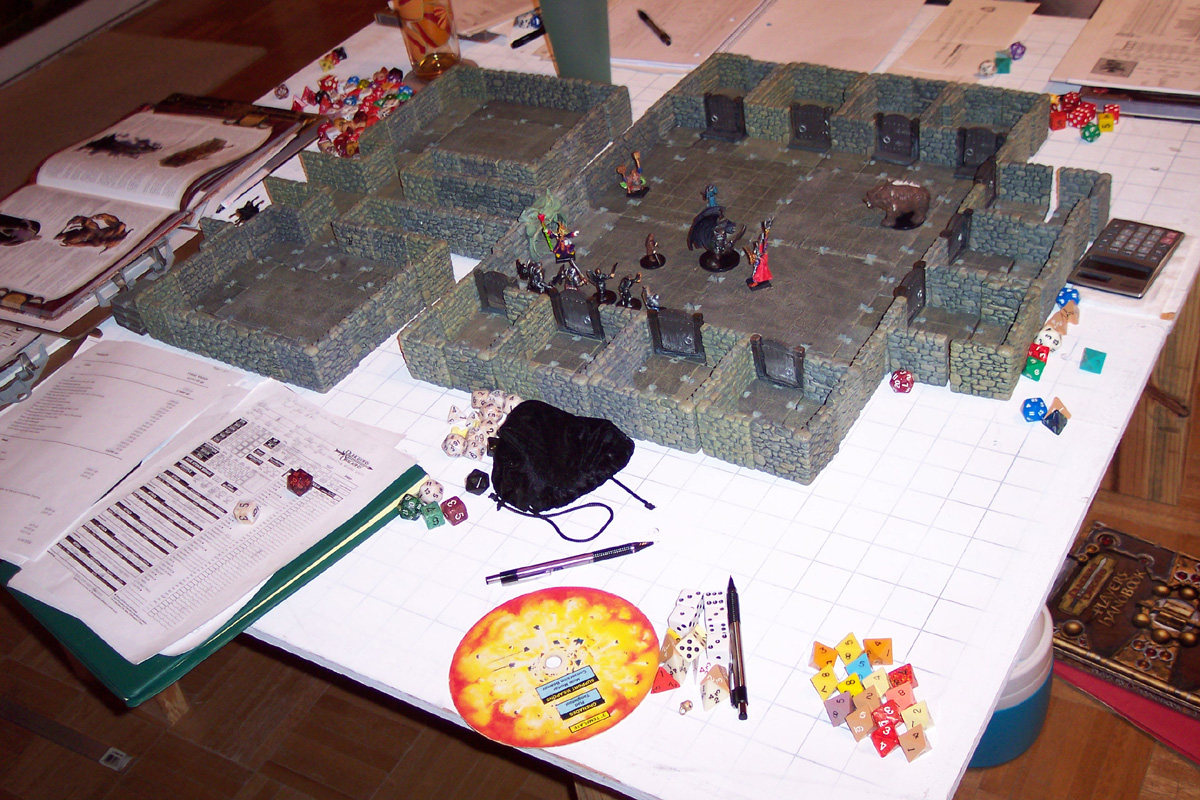
Een Dungeons & Dragons-spel met (linksonder) een character sheet

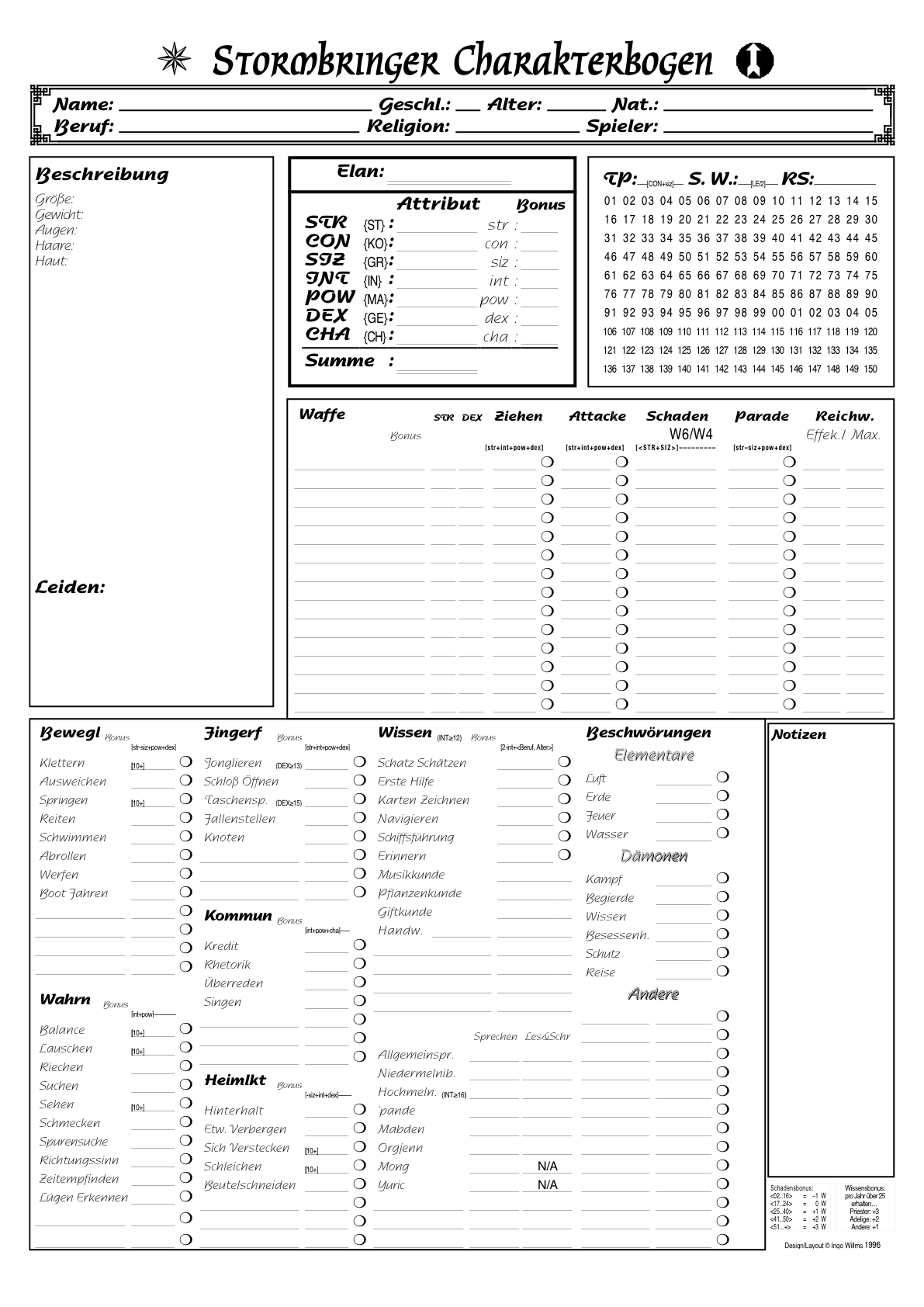
Een character sheet voor het rollenspel Stormbringer

Een character sheet, ook character record sheet of record sheet genoemd, is een formulier dat in rollenspellen gebruikt wordt om de gegevens van een personage bij te houden. Iedere speler, behalve de spelleider, speelt in een rollenspel één personage waarover meestal een grote hoeveelheid informatie nodig is: hoe snel, sterk, intelligent, enz. hij of zij is, welke vaardigheden het personage heeft, welke bezittingen hij of zij heeft, enz. Ook is er vaak ruimte om een tekening van het personage te maken, aantekeningen bij te houden, en dergelijke.
Omdat het voor de meeste mensen onmogelijk is dit allemaal te onthouden, worden deze gegevens op papier geschreven, en hoewel in feite elk stuk blanco papier hiervoor geschikt is, is het meestal handiger om een voorgedrukt formulier te gebruiken met ruimte voor alle benodigde (of verwachte) gegevens. Hierdoor is het voor de spelers eenvoudiger om informatie terug te vinden, waardoor het spel vlotter kan verlopen.
Bij de meeste rollenspellen bevat het regelboek een character sheet, vaak op een van de laatste bladzijden van het boek, dat voor eigen gebruik gekopieerd mag worden. Sinds de opkomst van het internet zetten veel uitgevers van rollenspellen deze character sheets ook op hun webpagina's, vaak in PDF-formaat, zodat spelers ze zelf uit kunnen printen. Zulke character sheets bestaan meestal uit één of twee bladzijden waarop de belangrijkste gegevens genoteerd kunnen worden, wat voor veel spelers onvoldoende is omdat over hun personages zoveel genoteerd moet worden dat het niet in deze beperkte ruimte past. Om deze reden maken veel spelers zelf character sheets voor eigen gebruik, die vaak ook worden via het internet gepubliceerd worden zodat anderen er ook wat aan hebben. Ook zijn er voor sommige spellen uitgebreidere character sheets te koop van de uitgever van het spel.
Character sheets worden meestal met potlood ingevuld, en niet met een pen, omdat de gegevens erop soms veranderen — gaat een personage bijvoorbeeld omhoog in level, dan moet dit op het formulier aangepast worden, wat moeilijk gaat als het er met inkt opgeschreven is. Een handigheidje dat soms toegepast wordt is om beschijfbaar plakband te plakken op de plaats van gegevens die vaak veranderen, en de gegevens daarop te schrijven. Dit voorkomt dat er door het papier heen gegumd wordt bij herhaaldelijke aanpassingen.